# Psittacanthus barlowii
Psittacanthus barlowii är en tvåhjärtbladig växtart som beskrevs av J. Kuijt. Psittacanthus barlowii ingår i släktet Psittacanthus och familjen Loranthaceae. Inga underarter finns listade i Catalogue of Life.